# La Borinqueña
La Borinqueña é o hino nacional de Porto Rico. Foi composto em 1903 e a partir daí ensinado nas escolas.  música foi adoptada em 1952 e a letra em 1977.